# La Course by Le Tour de France 2018

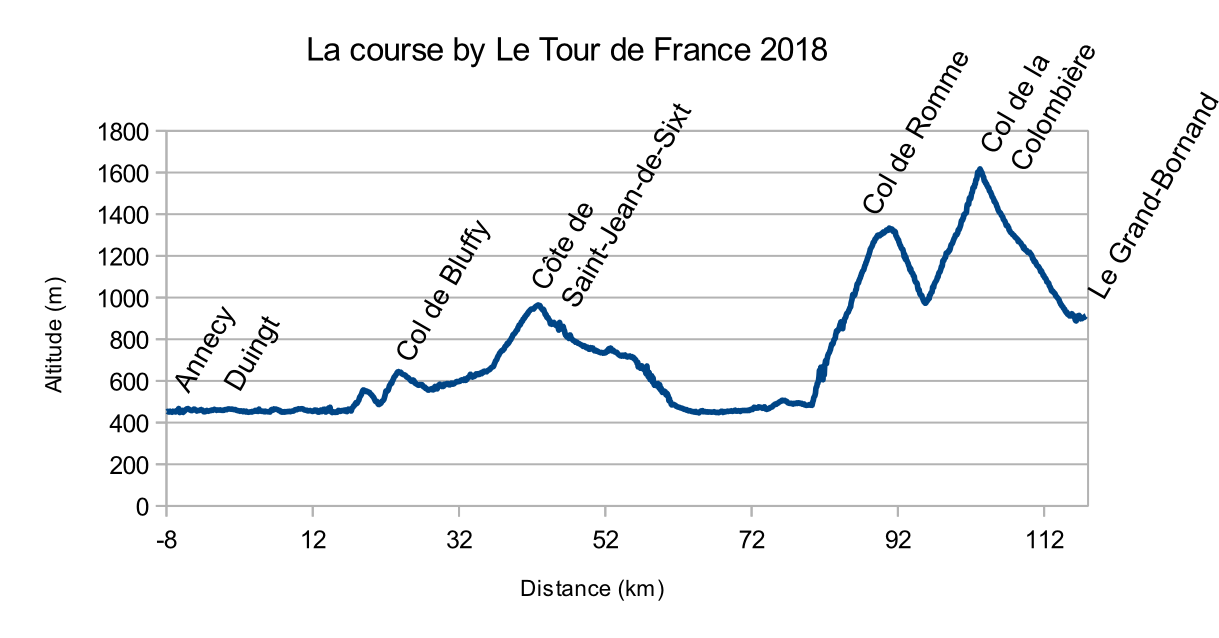
profiel van La Course 2018

De vijfde editie van de Franse wielerwedstrijd La Course by Le Tour de France werd gehouden op dinsdag 17 juli 2018, op dezelfde dag en op grotendeels hetzelfde parcours als de tiende etappe van de Ronde van Frankrijk 2018. De wedstrijd maakte deel uit van de UCI Women's World Tour 2018 en was ingedeeld in de wedstrijdcategorie 1.WWT. Net als in 2017 was de wedstrijd een bergrit in de Alpen, over o.a. de Col de Romme en de Col de la Colombière, maar zonder de tweede dag met een achtervolgingskoers als in de vorige editie.

## Deelnemende ploegen
| UCI Teams          | UCI Teams                          | UCI Teams        |
| ------------------ | ---------------------------------- | ---------------- |
| Alé Cipollini      | Cogeas-Mettler                     | Team Tibco       |
| Astana             | Cylance                            | Trek-Drops       |
| BePink             | FDJ Nouvelle-Aquitaine Futuroscope | UnitedHealthcare |
| Boels Dolmans      | Lotto Soudal Ladies                | Valcar PBM       |
| BTC City Ljubljana | Mitchelton-Scott                   | Waowdeals        |
| Canyon-SRAM        | Movistar Team                      | Wiggle High5     |
| Cervélo-Bigla      | Team Sunweb                        |                  |

## Koersverloop
Een groot deel van het vrouwenpeloton reed twee dagen ervoor, op zondag 15 juli nog de slotrit van de Giro Rosa en maakte erna de oversteek vanuit noord-oost Italië naar de Franse Alpen. Bij de favorieten waren dan ook veel rensters die goed gepresteerd hadden in de Giro, zoals eindwinnares Annemiek van Vleuten, Ashleigh Moolman-Pasio en Amanda Spratt. Zij moesten het opnemen tegen enkele 'verse' rensters als World-Tourleidster Anna van der Breggen, Katie Hall en Pauline Ferrand-Prévot. In totaal gingen 112 rensters van 20 teams van start in Annecy. Op de eerste beklimmingen reed een kopgroep van vijf rensters vooruit: Leah Kirchmann, Leah Thomas, Anna Christian, Lotta Lepistö en Małgorzata Jasińska. Toen Christian moest lossen, probeerden enkele rensters de oversteek te maken, zoals Riejanne Markus, maar dit lukte hen niet. Op de Col de Romme moest Lepistö de rest laten gaan, waarna Thomas er alleen vandoor ging, maar zij werden een voor een gegrepen. Het peloton was ondertussen al flink uitgedund tot een favorietengroep, waaruit Cecilie Uttrup Ludwig demarreerde en in de afdaling nam Lucinda Brand een voorsprong op de rest. Uit deze favorietengroep bleven op de Col de la Colombière enkel Van der Breggen, Van Vleuten en Moolman over. Zij gingen op en over Brand en toen ook Uttrup Ludwig bijgehaald was, demarreerde eerst Moolman, maar zonder succes en vlak voor de top wist Van der Breggen wel een gat te slaan. Van Vleuten begon de laatste afdaling met een kleine tien seconden achterstand en Moolman daar weer enkele seconden achter, maar zij verloor in de afdaling het zicht op de andere twee. Bij het opdraaien van de oplopende finishstraat was het verschil nog steeds meer dan vijf seconden, maar Van der Breggen viel stil in de laatste 50 meter, waarna Van Vleuten haar in kon halen met nog slechts 25 meter te gaan. Van Vleuten prolongeerde hiermee haar titel en zorgde voor de vierde Nederlandse zege in vijf edities van La Course. Moolman finishte op ruim een minuut en op twee minuten kwam een groepje binnen met o.a. Uttrup Ludwig, Guarnier, Niewiadoma en Brand. De 51-jarige Edwige Pitel finishte als beste Française op de 15e plek; beste Belgische was Julie Van de Velde op plaats 29 op bijna tien minuten.

## Uitslag
| La Course: dinsdag 17 juli: Annecy - Le Grand-Bornand (112,5 km) |                           |                     |          |
| Plaats                                                           | Naam                      | Ploeg               | Tijd     |
| Winnaar                                                          | Annemiek van Vleuten      | Mitchelton-Scott    | 3u20'43" |
| 2                                                                | Anna van der Breggen      | Boels Dolmans       | +1"      |
| 3                                                                | Ashleigh Moolman-Pasio    | Cervélo-Bigla       | +1'22"   |
| 4                                                                | Cecilie Uttrup Ludwig     | Cervélo-Bigla       | +1'58"   |
| 5                                                                | Megan Guarnier            | Boels Dolmans       | +2'19"   |
| 6                                                                | Katarzyna Niewiadoma      | Canyon-SRAM         | z.t.     |
| 7                                                                | Katie Hall                | UnitedHealthcare    | +2'22"   |
| 8                                                                | Amanda Spratt             | Mitchelton-Scott    | z.t.     |
| 9                                                                | Ane Santesteban           | Alé Cipollini       | +2'24"   |
| 10                                                               | Erica Magnaldi            | BePink              | z.t.     |
| 11                                                               | Lucinda Brand             | Team Sunweb         | +2'29"   |
| 12                                                               | Nikola Nosková            | BePink              | +3'03"   |
| 13                                                               | Margarita Victoria Garcia | Movistar Team       | +3'35"   |
| 14                                                               | Brodie Chapman            | Team Tibco          | +5'14"   |
| 15                                                               | Edwige Pitel              | Cogeas-Mettler      | +5'24"   |
| 16                                                               | Pauliena Rooijakkers      | Waowdeals           | +5'42"   |
| 17                                                               | Tayler Wiles              | Trek-Drops          | +5'46"   |
| 18                                                               | Urša Pintar               | BTC City Ljubljana  | +5'52"   |
| 19                                                               | Omer Shapira              | Cylance             | +6'01"   |
| 20                                                               | Leah Kirchmann            | Team Sunweb         | +6'50"   |
|                                                                  |                           |                     |          |
| 29                                                               | Julie Van de Velde        | Lotto Soudal Ladies | +9'37"   |

2014 · 2015 · 2016 · 2017 · 2018 · 2019 · 2020 · 2021
 Strade Bianche ·
 Ronde van Drenthe ·
 Trofeo Alfredo Binda-Comune di Cittiglio ·
 Driedaagse van De Panne-Koksijde ·
 Gent-Wevelgem ·
 Ronde van Vlaanderen ·
 Amstel Gold Race ·
 Waalse Pijl ·
 Luik-Bastenaken-Luik ·
 Ronde van Chongming ·
 Ronde van Californië ·
 Emakumeen Bira ·
 The Women's Tour ·
 Ronde van Italië voor vrouwen ·
 La Course by Le Tour de France ·
 RideLondon Classic ·
 Open de Suède Vårgårda ·
 Ronde van Noorwegen ·
 Bretagne Classic ·
 Boels Rental Ladies Tour ·
 La Madrid Challenge by La Vuelta ·
 Ronde van Guangxi